# Percepció extrasensorial
La percepció extrasensorial (PES) és la capacitat d'obtenir dades de l'entorn sense usar els cinc sentits tradicionals. No hi ha proves amb consistència científica d'aquestes. Les capacitats PES són: la telepatia, la precognició i la clarividència. És considerada una creença sense fonament per la ciència acadèmica, tot i que els estudiosos de la parapsicologia la defensen i intenten demostrar-ne la validesa (James Randi ofereix 1 milió de dòlars a qui ho aconsegueixi). El terme va ser emprat per primer cop per Joseph Banks Rhine als anys 50.